# Первая любовь (балет)
«Первая любовь» — лирический балет в 3 действиях, 6 картинах на основе повести Р. Фраермана «Дикая собака Динго, или повесть о первой любви».

## История
Премьера балета состоялась 29 декабря 1966 года на сцене Свердловского театра оперы и балета им. А. В. Луначарского. Балетмейстер — Софья Михайловна Тулубьева. Композитор — Михаил Павлович Зив.

## Действующие лица
- Таня
- Мать
- Отец
- Коля (приёмный сын отца)
- Филька (друг Тани)
- Женя (одноклассница)
- Чудаковатый парень
- Мир Таниных чувств (ансамбль)[1][3]

## Либретто
Небольшой дальневосточный город. Осеннее утро. В глубине двора расположен деревянный дом, в котором живёт Таня. Приходит почтальон и протягивает ей письмо, в котором сообщается, что приедет отец Тани, который давно оставил свою семью. Девушка взволнована от полученных известий, её внутреннее состояние передаёт ансамбль, который отображает «мир Таниных чувств». Во дворе появляется друг Тани Филька, который пытается её развлечь. Они танцуют, и Филька уходит. Таня видит маму и понимает, что она не может не встретиться с отцом.
На пристани Таня ждет встречи с отцом. Там же находятся одноклассница Тани Женя и Филька. Таня не находит отца и возвращается домой, в то время как по трапу на берег спускается отец Тани. Таня беседует во дворе со своей мамой, когда приходит отец, а следом и его приемный сын Коля, которого Таня уже видела на пристани. Отец и мать уходят в дом, а Коля и Таня играют в мяч.
Зима. Таня в праздничном платье стоит возле зеркала. Она отмечает день рождения в новогоднюю ночь. Приходят гости, и Коля приглашает Таню на танец. Затем Женя начинает танцевать с Колей, Филя дарит Тане нанайскую шапочку. Женя уводит всех, в том числе Колю, на реку. Таня сильно огорчена этим и не замечает Фильку. Он решается рассказать Тане о своих чувствах.
Молодёжь весело проводит время на реке, а Женя и Коля бегают, взявшись за руки. Но внезапно начинается буран. Все разбегаются, убегает и Женя, оставляя Колю одного. Он борется со стихией. Таня, её отец и Филя ищут Колю и находят его.
Весна. На пристани много людей. Тане восемнадцать, и она уезжает. Её провожает мама и отец. Таня сдержанно прощается с Колей и ищет глазами Фильку. Таня спешит на пароход, и в этот момент на пристань прибегает Филька.